# 赤川元保

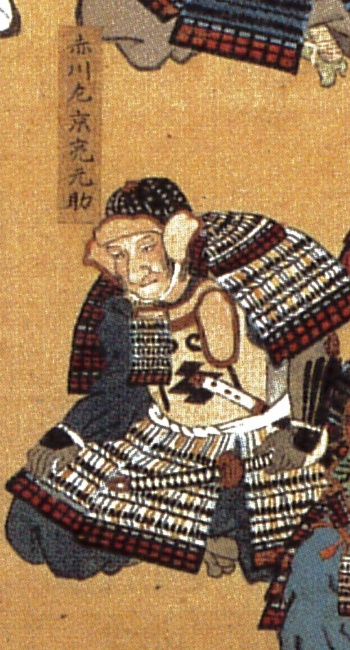
赤川元保的画像

赤川元保（日语：／ Akagawa Motoyasu，不詳—1567年4月16日、不詳－永祿十年三月七日），日本戰國時代武將，毛利氏家臣，毛利五奉行之一。元保為赤川房信之四男，其母為坂廣秋之女，其兄有赤川房景、 赤川元光 、 赤川就秀，其弟則有赤川元久及長沼元忠。赤川氏是桓武平氏分支—土肥氏一門，小早川氏的庶流。

## 生平

### 毛利氏重臣
元保為赤川房信的第四子，初名元助，後改名為元保。
大永三年（1523年），毛利氏當主毛利幸松丸去世，當時元保與其兄就秀在內的15名宿老，共同請求毛利元就繼承家督，協助毛利家政權的穩固:72。此外，在享祿五年（1532年）七月十三日，毛利家家臣團中的32人聯名向元就請求調整彼此間利益關係的起請文中，元保以「赤川左京亮元助」之名署名於第26位。
天文年間（1532–1555年），元保多次隨軍出征，參與如天文九年（1540年）的吉田郡山城之戰，以及天文十一年（1542年）大內義隆的出雲遠征（第一次月山富田城之戰）。天文十二年（1543年）在出雲熊野口與追擊的尼子軍交戰時，元保成功與井上元有、三戶元富、兒玉就光、井上就重、赤川元秀、內藤六郎右衛門尉等將領一同擊退敵軍，展現其戰功:124。
天文十五年（1546年），毛利元就著手安排其次子毛利元春繼承吉川氏的家督，為此展開一連串交涉。翌年天文十六年（1547年）二月十一日，吉川興經派遣吉川經世、森脇祐有、境春通三人為使者，前往拜會毛利元就、隆元與元春，進獻刀劍與駿馬，並致賀辭以表祝意。作為回禮，隆元則選派元保擔任返使，前往吉川興經處答謝:135。
天文十九年（1550年）毛利家設立五奉行制度，元保被任命為隆元的筆頭奉行，成為隆元麾下最重要的側近之一。然而，也因與隆元親密，與親元就派的重臣如兒玉就忠、桂元忠等人時有衝突發生。

### 嚴島之戰與防長經略
天文二十四年（1555年），毛利元就於嚴島對抗大內軍，爆發著名的「嚴島之戰」。元保亦隨同元就與隆元一同出陣，奮勇參戰，為毛利家取得壓倒性勝利貢獻一份力量:213。
嚴島之戰勝利後，毛利氏進一步展開「防長經略」，著手征服周防與長門兩國，拓展其勢力版圖。弘治二年（1556年）二月，周防國玖珂郡山代地區爆發一揆。初期由坂元祐與粟屋元通負責鎮壓，並獲得當地有力土豪—三分一主殿允、三分一式部允、三分一刑部允、三分一右衛門尉、舟越通吉、神田隆久、助藤土佐守、助藤左衛門尉等人的協助，以及志不前、藤屋、阿賀等地士族的支援:232。
然而，僅憑這些地方勢力難以平定動亂，元就與隆元遂派遣志道元保、南方元惠、兒玉就方、香川光景、市川經好等為先鋒部隊，迅速前往鎮壓，並於同月九日再度派遣元保與福原貞俊等人作為後續援軍，展現出毛利家對內亂的迅速應對與軍事動員力:232。
翌年弘治三年（1557年）三月，大內義長與其重臣內藤隆世見形勢不利，遂放棄周防山口，退守長門國的且山城。元就隨即下令發動攻勢，並命元保與桂元親、粟屋元親、兒玉就忠等人共同負責對且山城的攻略作戰:251。
在這場總攻中，元保與渡邊長、市川經好一道擔任下關守備任務，切斷大內氏與大友氏之間的聯繫線，成功孤立敵軍，為毛利軍最終平定防長兩國奠定堅實基礎:252。

### 毛利隆元猝逝與嫌疑
永祿六年（1563年）八月三日，毛利隆元在率軍前往出雲討伐尼子氏的途中，途經安藝時接受了和智誠春的款待。不料宴席過後，隆元突感身體不適，翌日（八月四日）便於高田郡佐佐部驟然病逝:481。
由於隆元之死來得突然，外界一時議論紛紛。因懷疑隆元之死與元保勾結尼子氏及和智誠春有關，元就選擇不讓元保參與此次對尼子氏的軍事行動，而是命其駐守長門國下關，以防大友氏的進攻:482。
更令人側目的是，面對這場關乎忠誠與名譽的指控，元保並未主動為自己辯白，且有傳言指其對元就流露出怨懟與不滿之情。而在下關駐守期間，元保也毫無作為，僅於警備途中略受脛部小傷，便無其他實質貢獻。這般態度與表現，使其嫌疑更形難解，也為其自身及家族日後的命運埋下了隱憂:482。

### 一族的悲劇與肅清
平定尼子氏後，元保的命運也逐漸走向終局。
元就為避免在征討尼子氏期間引發家中動盪，刻意延後對元保的處分。然而，在永祿九年（1566年）十一月廿八日，尼子義久正式向毛利軍投降，元就亦於翌年永祿十年（1567年）二月凱旋歸返吉田郡山城。隨著戰事結束，元就終於決定與元保當面對質，命其自下關返還:482。
令人疑竇的是，元保雖然返回吉田郡山城，卻遲遲不肯登城晉謁。即使偶有出發準備入城，亦常半途折返。這樣的異常舉止，引發元就深層警覺，懷疑其是否心中確有難以啟齒的隱情，並抱持不臣之念:482。
此事至此，元就對近臣平佐就之吐露心聲：「隆元在世時，我尚能感覺安心；如今像赤川元保這樣心懷怨恨之人猶在，卻無一人真正為我設想。輝元年僅15，若我這老朽之身出了萬一，實為一大禍事。當下世風動盪，鐵炮盛行，稍有不慎便恐遭變，我已不能坐視不理。必須儘速決斷，處理元保。」:482-483
隨後，元就與吉川元春與小早川隆景二子進行商議，並主張應先發制人，對元保施以誅殺。不過元春與隆景則持較為謹慎態度，表示關於元保一事已交由桂元澄、桂元忠與口羽通良全權處理。儘管如此，元就仍著手準備，在徵得桂元澄等人同意後，元就正式下達命令，命元保切腹。永祿十年（1567年）三月七日，元保切腹自盡，結束其一生:483。
接著，元就又派遣粟屋就信等人，襲擊元保之弟—赤川元久位於吉田隅地區的居館。早已預料會被襲擊的元久，遂在居館中等待敵人來襲，後與粟屋就信同歸於盡:483。
此外，對於住在吉田山手的元保養子—赤川又三郎，元就亦派遣桂元澄等人前往其居館展開襲擊。最終討伐軍中的中村元宗成功將又三郎制伏並擊斃，但其不久後也因傷重去世:484。

### 冤屈平反與家族再興
事後，有人發現隆元在接受和智誠春饗宴之邀時，元保曾進言反對，並指出：「既然連吉田郡山城都未曾造訪，實無必要前往那等不知懷有何等陰謀之和智誠春之處。」由此，其先前所受的嫌疑遂得洗清，證明其為無辜。元就在得知真相後，對先前誤信讒言、誅殺元保一族之舉深感悔恨。於是於永祿十年（西元1567年）十一月二十九日，命元保之兄赤川就秀之次子—赤川元之繼承赤川家的家督之位，以示補償:484。

## 出處
1. ↑  近世防長諸家系図綜覧（1966）P.196-197
2. 1 2 3 4 5 6 7 8 9 10 11 12 13 14 15 16 17 18  三卿伝編纂所編、渡辺世祐監修. . マツノ書店. 1984.
3. ↑  『毛利家文書』第396号
4. ↑  本多博之（1991）P.44